# Puerto Limón
Limón, ook Puerto Limón (Nederlandse vertaling: Citroenhaven) is een stad (ciudad) en deelgemeente (distrito) in Costa Rica.
Puerto Limón is een van de belangrijkste havens van het Caribisch gebied, en heeft zo'n 62.000 inwoners. De meesten van deze zijn van Jamaicaanse afkomst en waren in het eind van de 19e eeuw naar Puerto Limón gebracht voor de aanleg van een spoorlijn naar San José.

De stad is voor een groot deel afhankelijk van de bananenexport die worden aangevoerd van het binnenland. Het klimaat is dan ook vrij tropisch: de gemiddelde temperatuur is 31°C en het regent per jaar tussen de 2600 en 4800 mm.

## Stedenband
- Verenigde Staten, East Point, Georgia

## Geboren
- Patrick Pemberton (1974), voetballer
- Gerald en Jervis Drummond (1976), tweelingbroers en voetballers
- Kurt Bernard (1977), voetballer
- Andy Herron (1978), voetballer
- Andy Furtado (1980), voetballer
- Winston Parks (1981), voetballer
- Dennis Marshall (1985-2011), voetballer
- Nery Brenes (1985), atleet
- Johan Venegas (1988), voetballer
- Yeltsin Tejeda (1992), voetballer
- Jeyland Mitchell (2004), voetballer